# You In-tak
You In-tak (en hangeul : 유인탁, Hanja: 柳寅卓; né le 10 janvier 1958 à Gimje, Jeollabuk-do) est un lutteur sud-coréen, poids léger.
Il est champion olympique en 1984.